# Marco Buljević
Marco Buljević (* 26. März 1987 in Sindelfingen) ist ein deutscher Basketballspieler.

## Karriere
Im Alter von 16 Jahren wechselte Buljević von seinem Heimatverein TV Konstanz an das Basketball-Internat Urspringschule. Dort spielte er bis zum Abschluss seines Abiturs sowohl für die Jugendmannschaft der Urspringschule als auch für Ehingen in der 2. Bundesliga.
Er wurde in die deutsche U18-Nationalmannschaft berufen, für die er bei der EM 2005 sein Heimatland vertrat. Im Auftaktspiel der EM erzielte Buljević zehn Punkte gegen Russland, auf dessen Seite der an zwölfter Stelle im NBA-Draftverfahren von den Los Angeles Clippers ausgewählte Jaroslaw Korolew die Flügelposition besetzte.
Danach unterzeichnete Buljević im Sommer 2006 einen Vertrag bei den Gießen 46ers in der 1. Bundesliga. Nach einem Trainerwechsel kam er dort unter Trainer Ken Scalabroni regelmäßig zum Einsatz. Gegen den damaligen Europapokal-Teilnehmer RheinEnergie Köln, betreut von Trainer Sasa Obradovic und mit den späteren NBA-Spielern wie Tibor Pleiß und Marcin Gortat, erzielte Buljević mit 13 Punkten seine Saisonbestmarke.
2008 bekam Buljević einen Zweijahresvertrag bei den EWE Baskets Oldenburg in der 1. Bundesliga, wurde dort 2009 Deutscher Meister und bestritt fünf Spiele in der höchsten europäischen Spielklasse, EuroLeague.
Von 2010 bis 2016 spielte Buljević für die ETB Wohnbau Baskets Essen in der 2. Bundesliga ProA. In fünf seiner sechs ProA-Spielzeiten punktete er im Durchschnitt zweistellig. Gegen die Rockets Gotha erzielte er 2016 mit sieben von neun verwandelten Drei-Punkte-Würfen 27 Punkte.
Am 4. Mai 2016 wurde sein Wechsel zum FC Schalke 04 in die 2. Bundesliga ProB bekannt gegeben. Im April 2017 erhielt der studierte Sportmanager eine Festanstellung in der Vermarktung des Fußballvereins FC Schalke 04.
Ab der Saison 2017/18 spielte Buljević für die VfL AstroStars Bochum in der 2. Bundesliga ProB. 2021 stieg er als Mannschaftskapitän mit Bochum in die 2. Bundesliga ProA auf.
Mit dem Beginn der Saison 2021/22 unterschrieb er einen Einjahresvertrag bei den EN Baskets Schwelm in der 2. Bundesliga ProB, nach dessen Auslaufen er sich während der Sommerpause 2022 den Hertener Löwen (1. Regionalliga West) anschloss.
2023 ging Buljević innerhalb der 1. Regionalliga West zu Citybasket Recklinghausen. Während des Auswärtsspiels am 2. Dezember 2023 bei den Telekom Baskets Bonn II gelangen Buljević elf verwandelte Drei-Punkte-Würfe. Buljević verließ die Mannschaft im Dezember 2024 verletzungsbedingt und aus privaten Gründen. Zum Ablauf der Wechselfrist wechselte er im Frühjahr 2025 innerhalb der 1. Regionalliga West zur BG Dorsten.
Buljević ist im Besitz der B-Trainer-Lizenz vom Deutschen Basketball Bund. Er ist der Sohn des ehemaligen Tennisspielers Damir Buljević.

## Erfolge
- Deutscher Meister U18-Junioren: 2005
- Deutscher Meister: 2009
- BBL-Champions-Cup-Sieger: 2009

## Berufungen in Auswahlmannschaften
- Berufung in die deutsche U18-Basketballnationalmannschaft: 2005
- Berufung in die deutsche U20-Basketballnationalmannschaft: 2007
- Berufung Basketball-Bundesliga Rookie-Allstar-Game in der Kölnarena: 2007